# Konostaulos

Un konostaulos ou konostablos (en grec : κονόσταυλος ou κονόσταβλος, « connétable »), corrompu en kontostaulos / kontostablos (κοντόσταυλος), est une dignité de l'Empire byzantin tardif, adoptée des Normands. La dignité dérivée de megas konostaulos (μέγας κονόσταυλος, « grand connétable ») devient l'une des plus hautes de la cour sous l'ère Paléologue (1261-1453) et est conférée aux généraux de haut rang.

## Histoire
Le titre est adopté au XIe siècle sous l'influence des Normands de Sicile qui utilisent le terme de « connétable » (dérivant du latin comes stabuli, « comte de l'étable »),. Aux XIe et XIIe siècles, il devient un titre honorifique, bien qu'il semble avoir remplacé dans ses fonctions le titre mésobyzantin de komēs tou staulou, le successeur direct du comes stabuli de l'Empire romain tardif,.
Lors des dernières années du règne de l'empereur de Nicée Jean III Doukas Vatatzès (r. 1221-1254), la fonction de megas konostaulos est instaurée, en tant que chef des mercenaires francs (d'Europe occidentale dans cette appellation) de l'Empire byzantin. Son premier détenteur est le futur empereur Michel VIII Paléologue,,. Ensuite, le titre semble dépourvu de toute fonction particulière et devient purement honorifique. Il se situe assez haut dans le classement des dignités de l'ère Paléologue, venant à la 9e place après la dignité de megas primmikerios (grand primicier), et est conféré à plusieurs membres de familles nobles byzantines autant qu'à de petits dirigeants étrangers alliés de l'empereur tels que Licario ou Léonard II Tocco,. Son habit distinctif est décrit dans le Livre des offices du pseudo-Kodinos (moitié du XIVe siècle) : une coiffe à larges bords brocardée d'or (skiadion), un kabbadion (tunique) de soie, mais sans bâton de fonction (dikanikion). Pour les cérémonies et les festivités, il porte la coiffe skaranikon, de soie orange ornée de broderies d'or et d'un portrait émaillé de l'empereur à l'avant et de l'empereur trônant à l'arrière.
La dignité de konostaulos perdure au sein du despotat de Morée mais sa fonction exacte est inconnue,.

## Megaloi konostauloiconnus
| Nom                                     | Mandat      | Nommé par                                         | Notes | Refs   |
| --------------------------------------- | ----------- | ------------------------------------------------- | --- | ------ |
| Michel Paléologue                       | 1253/4-1259 | Jean III Doukas Vatatzès                          | Élevé à ce rang après son mariage avec la nièce de l'empereur à l'hiver 1253/4, il le perd lorsqu'il se réfugie chez les Turcs à l'été 1256, avant de le récupérer lors de son retour début 1257. Il est par la suite nommé régent et coempereur de Jean IV Lascaris en 1259, et fonde la dynastie Paléologue.                            | ,      |
| Michel Cantacuzène                      | ?-1264      | Michel VIII Paléologue                            | Général de Michel VIII et ancêtre de la dynastie Cantacuzène, il est le premier gouverneur de Monemvasia après la reconquête sur les Latins. Il est tué lors de l'escarmouche de Mesiskli en 1263/4. | ,      |
| Andronic Tarchaneiotès                  | 1267-1272   | Michel VIII Paléologue                            | Neveu de Michel VIII, il obtient ce titre lors de son mariage avec la fille de Jean Ier Doukas de Thessalie, mais il fait vite défaut à son beau-père, relançant les hostilités avec Byzance. | ,      |
| Michel Kaballarios                      | ?-1277      | Michel VIII Paléologue                            | Général de haute naissance, il est blessé mortellement lors de la bataille de Pharsale contre Jean Ier Doukas de Thessalie. | ,      |
| Licario                                 | après 1277  | Michel VIII Paléologue                            | Renégat lombard au service de Byzance, il conquiert l'Eubée et plusieurs îles égéennes ; élevé au rang de megas doux, il devient megas konostaulos après la mort de Kaballarios. | [ 9 ]  |
| Michel Glabas Tarchaniotès              | circa 1297  | Andronic II Paléologue                            | Un des généraux les plus distingués de l'époque, élevé plus tard au rang de protostrator. | [ 9 ]  |
| Michel Tornikès Comnène Asan Paléologue | ?           | Andronic II Paléologue                            | Fils aîné du tsar Ivan Asen III de Bulgarie et cousin d'Andronic II, qui le tient en haute estime. | [ 16 ] |
| Jean Synadènos                          | ?           | Andronic II Paléologue ou Andronic III Paléologue | Fils du megas stratopedarches Jean Synadènos, général sous Michel VIII, ce personnage relativement obscur est mentionné à la fin de la guerre civile de 1321-28, en tant que messager d'Andronic III à son grand-père. | [ 16 ] |
| Alexis Kabasilas                        | circa 1339  | Andronic III Paléologue                           | Soldat du despotat d'Épire, il tient la forteresse de Rogoi contre Andronic III, mais est persuadé de la remettre à Jean Cantacuzène. | [ 16 ] |
| Michel Monomaque                        | circa 1343  | Jean V Paléologue                                 | Partisan d'Alexis Apokaukos, soldat capable et expérimenté, il obtient le titre lors de la guerre civile de 1341-1347. | [ 16 ] |
| Isaris                                  | ?           | Jean V Paléologue                                 | Il n'est connu que comme le fondateur du Nouveau Monastère à Thessalonique, peu avant 1376. | [ 16 ] |
| Léonard II Tocco                        | 1415-1418/9 | Manuel II Paléologue                              | Frère cadet de Carlo Ier Tocco, il reçoit le titre en même temps que Carlo reçoit celui de despotes, et le conserve jusqu'à sa mort. Sa fille Théodora épouse Constantin XI Paléologue en 1429, et malgré la mort de Léonard peu après, Georges Sphrantzès rapporte que Constantin, par respect pour lui, refuse de nommer un successeur. | ,      |